# SPEF2
SPEF2‏ (Sperm flagellar 2) هوَ بروتين يُشَفر بواسطة جين SPEF2 في الإنسان.